# 犹太人的母猪
犹太人的母猪（德語：Judensau） 是诋毁犹太人的图像，表现他们与一只大母猪（在犹太教是不洁的动物）的低俗画面，在13世纪出现在德国和其他欧洲国家；并且持续600年受到欢迎。

## 背景和图像

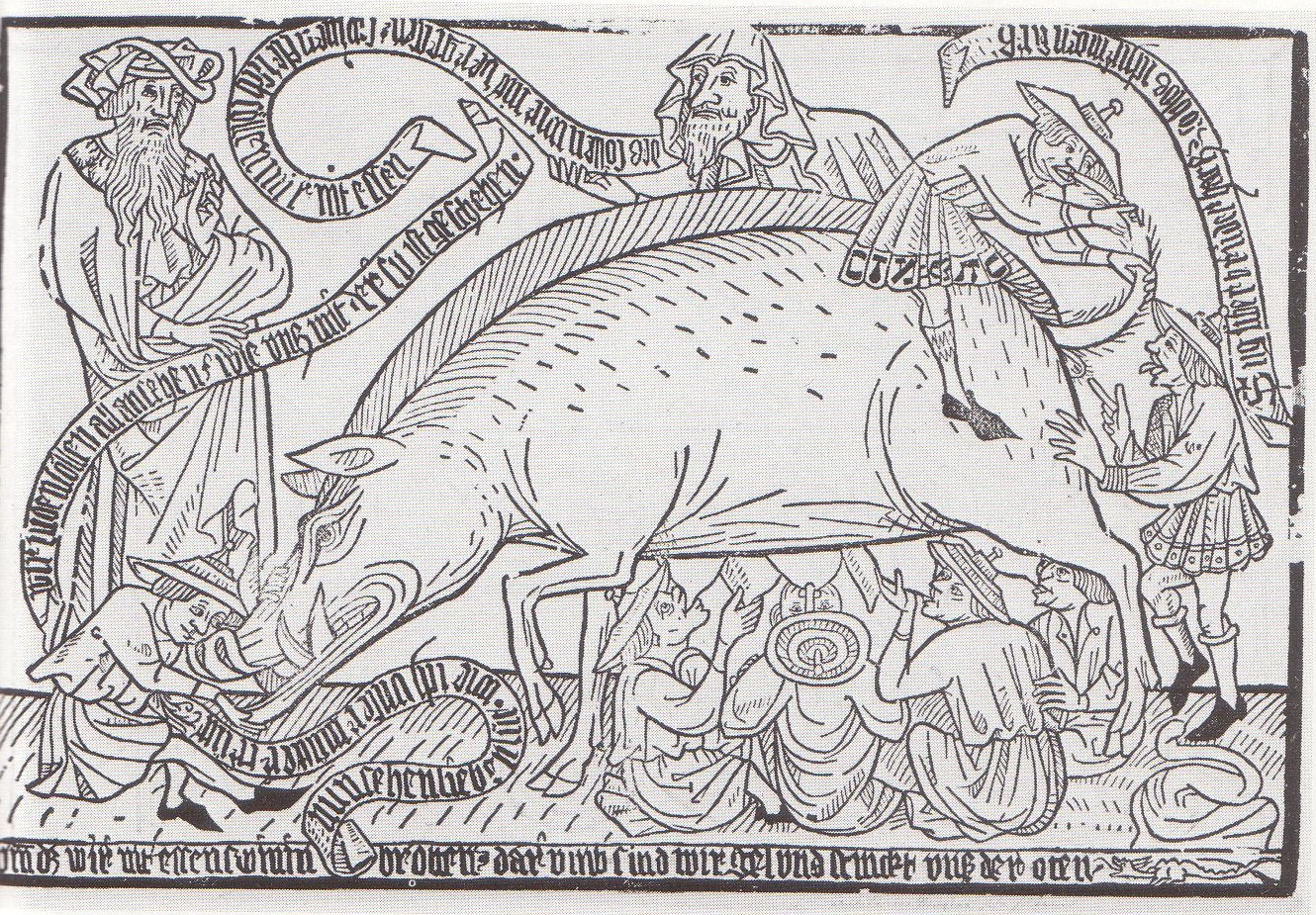
慕尼黑现代艺术陈列馆的木刻犹太母猪，表现犹太人吮吸猪乳，并且吃它的排泄物

犹太律法禁食猪肉的规定来自利未记11章2到8节。让犹太人吮吸猪乳，与猪性交，是对犹太教的嘲弄和反犹太主义的宣传。
该图像出现在中世纪，大多雕刻在教堂或主教座堂的墙壁，常常位于外墙，可以从街上看见（例如在维滕贝格和雷根斯堡），但也有其他的形式。最早似乎出现在科隆主教座堂唱经楼的座位底部，大约是1210年。最早的石雕出现于1230年，位于勃兰登堡主教座堂。大约1470年，图像以木刻的形式出现，其后经常被印刷，并配以反犹太评论。法兰克福桥塔上的一幅壁画，作于1475年到1507年间，靠近犹太隔都的入口，于1801年拆卸，是一个特别臭名昭著的例子，描绘了特伦特的西蒙（Simon of Trent）的人祭场景。  
作为一个不相关的发展，在纳粹时期，犹太母猪在德语中用作侮辱性的称谓。这个词虽然在形式上与图像的名称相同，但是应翻译为“犹太母猪”而不是“犹太人的母猪。”

## 维滕贝格的犹太母猪

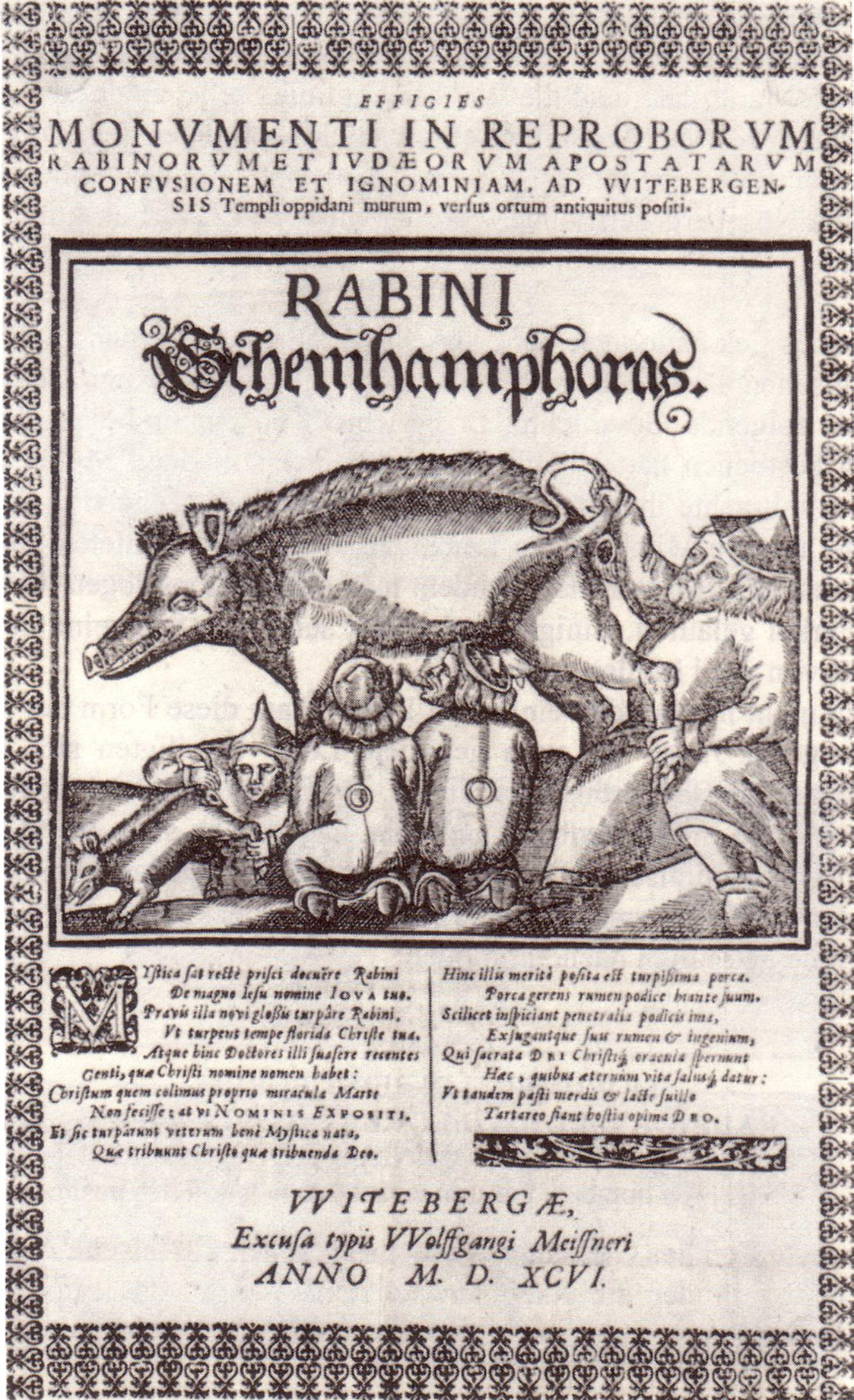
维滕贝格的犹太母猪

维滕贝格的犹太母猪始于1305年，位于城市教堂的立面，这座教堂是马丁·路德讲道的地方。它描绘了一个拉比在母猪的尾巴下面看，其他犹太人则吮吸它的乳头。题词上写着“Rabini Shem hamphoras”。这个雕塑是“中世纪犹太人诱饵”在德国留存的最后的实例之一。1988年，水晶之夜50周年之际，引发了对于这个雕塑的辩论，在犹太人大屠杀期间，六百万犹太人於此记号下被屠杀。
马丁·路德在《不可知的名称和基督的世代》（Vom Schem Hamphoras und vom Geschlecht Christi，1543年）中，评论了维滕贝格的犹太母猪雕塑，呼应了反犹太主义的形象：
在我们维滕贝格教堂，在石头上雕刻了一只母猪。小猪和犹太人躺在她下面吃奶。在母猪后面，一个拉比抬起母猪的右腿，抬高她的尾巴，在她的尾巴下面吃力地看着，并将一本塔木德放进母猪的肠子里，仿佛他正在阅读什么困难和特别的东西，当然他们从那里得到他们的七十二字母神名（Shemhamphoras）。

## 部分列表
今天，在某些教堂仍可以看到这些雕塑。
- 比利时阿尔斯科特圣母堂
- 班贝格主教座堂
- 瑞士巴塞尔大教堂
- 勃兰登堡主教座堂
- 卡多尔茨堡
- 法国科尔马圣马尔定教堂

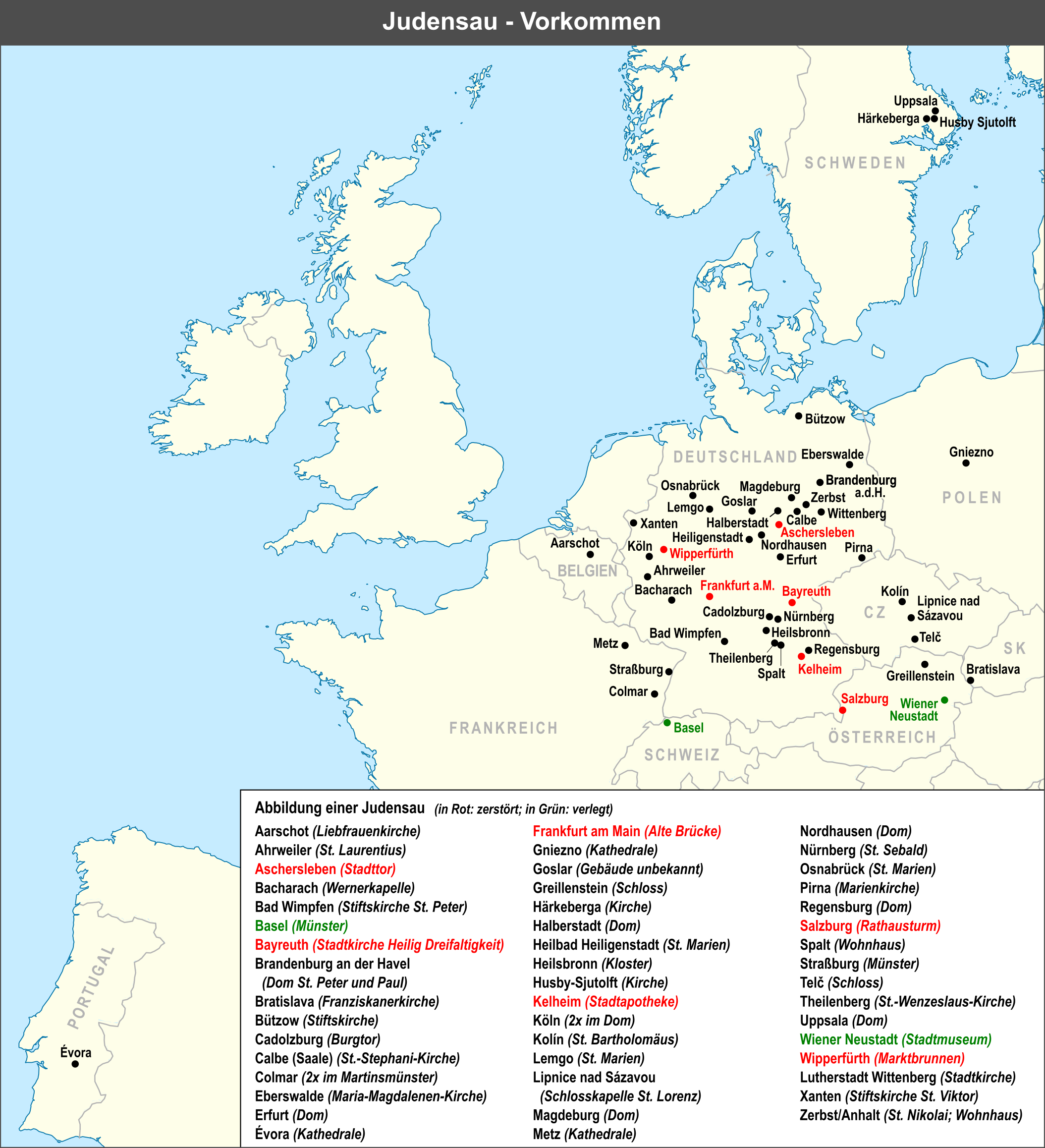
地圖列出中歐教堂中犹太人的母猪圖像存在的地点；紅色的是那些被刪除的

- 科隆：科隆主教座堂唱经楼的座位底部（可能是最早的），以及圣塞味利圣殿
- 埃伯斯瓦尔德
- 爱尔福特主教座堂
- 波兰格涅兹诺主教座堂
- 海尔斯布龙主教座堂
- 莱姆戈圣玛丽教堂
- 马格德堡主教座堂
- 法国梅斯主教座堂
- 纽伦堡圣塞巴德教堂
- 雷根斯堡主教座堂
- 雷马根门柱
- 瑞典乌普萨拉主教座堂
- 奥地利维也纳新城
- 温普芬圣彼得教堂
- 维滕贝格城市教堂
- 克桑滕主教座堂
- 采尔布斯特圣尼古拉教堂

## 图片

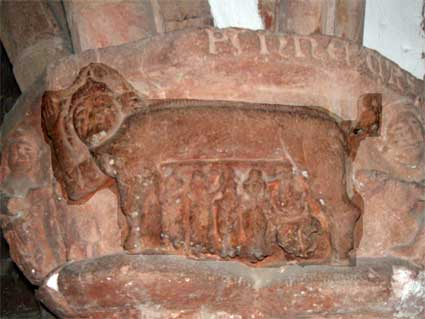
勃兰登堡主教座堂的犹太母猪
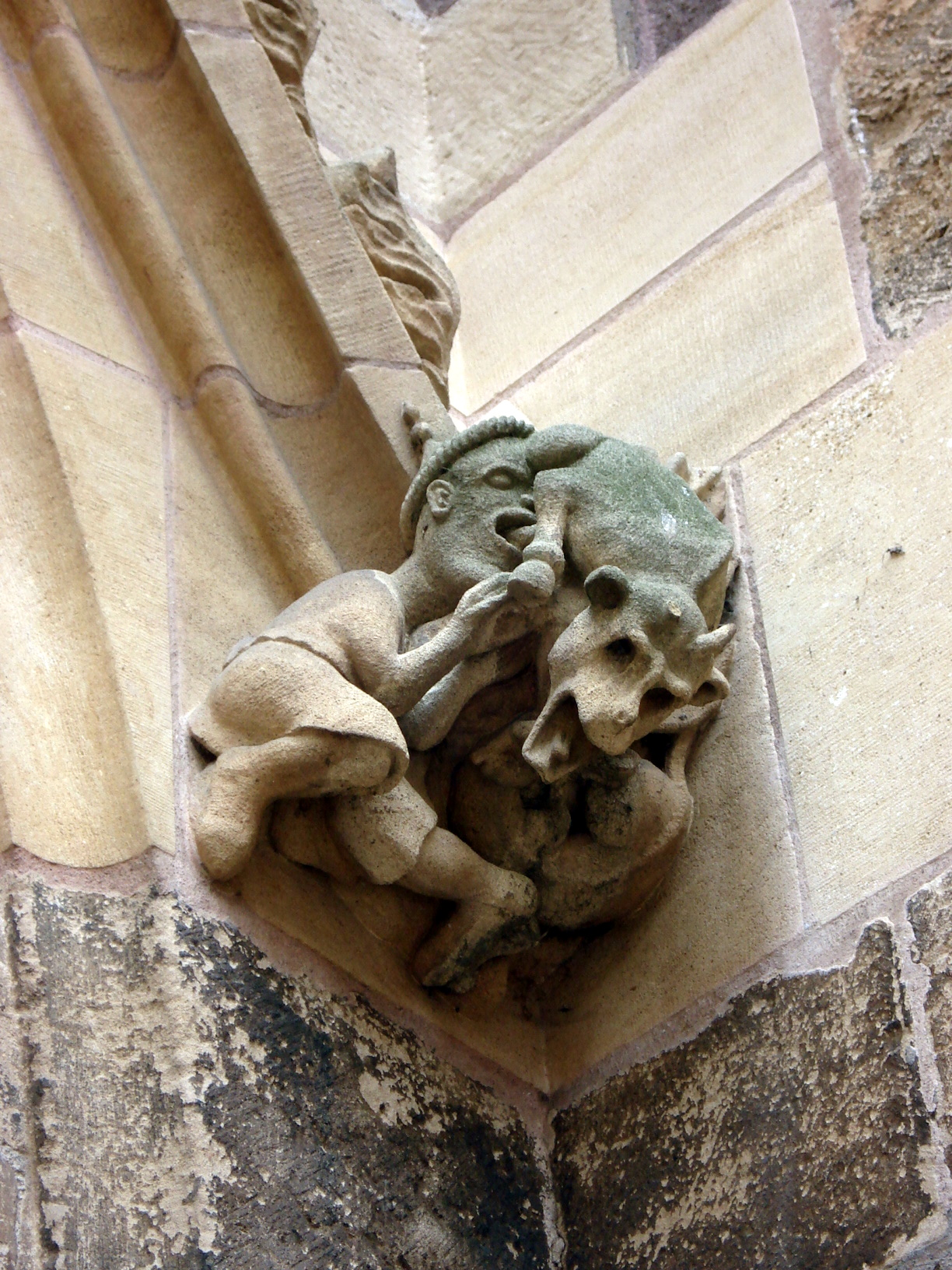
科尔马圣马尔定教堂的犹太母猪
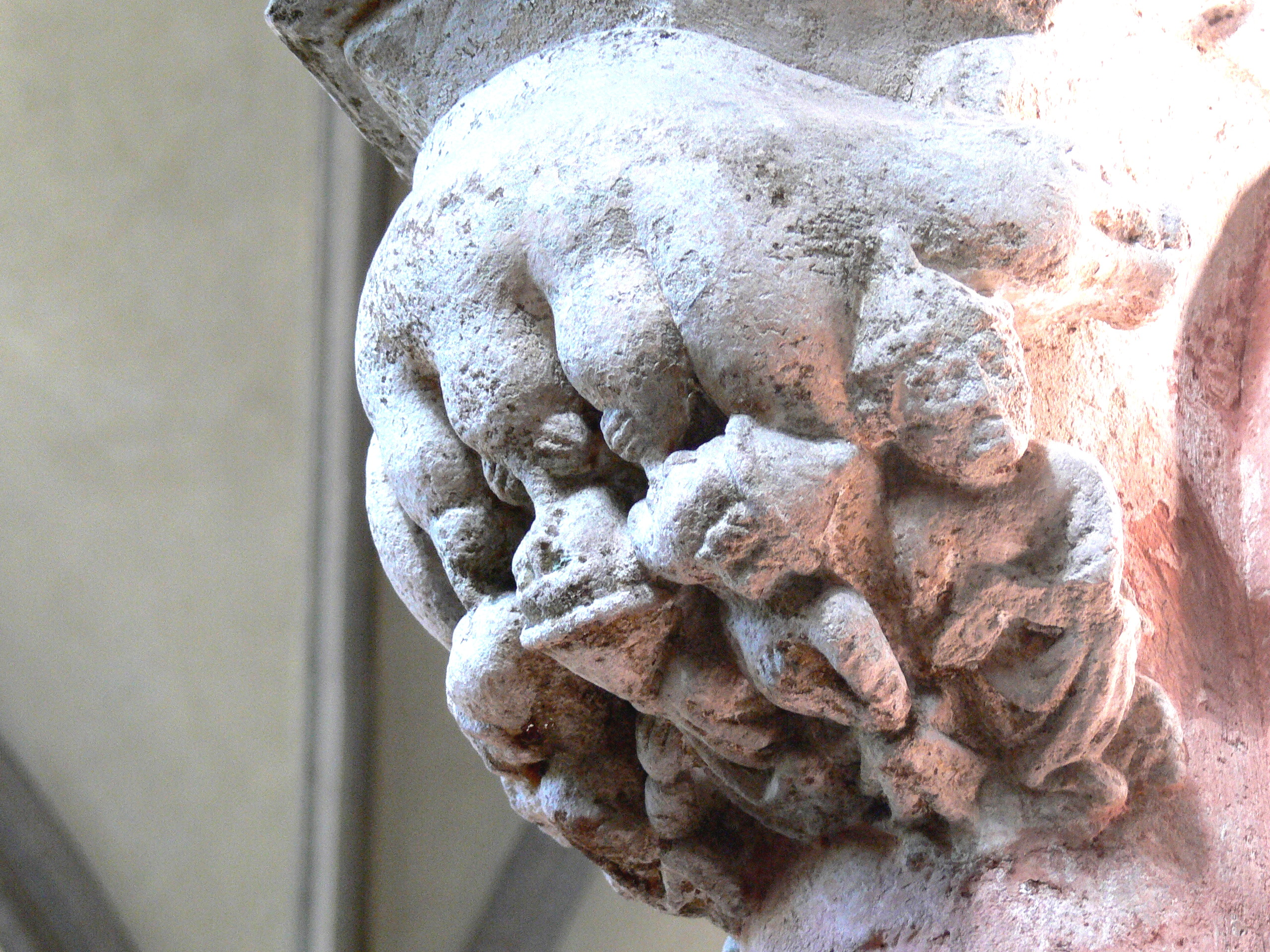
海尔斯布隆主教座堂的犹太母猪
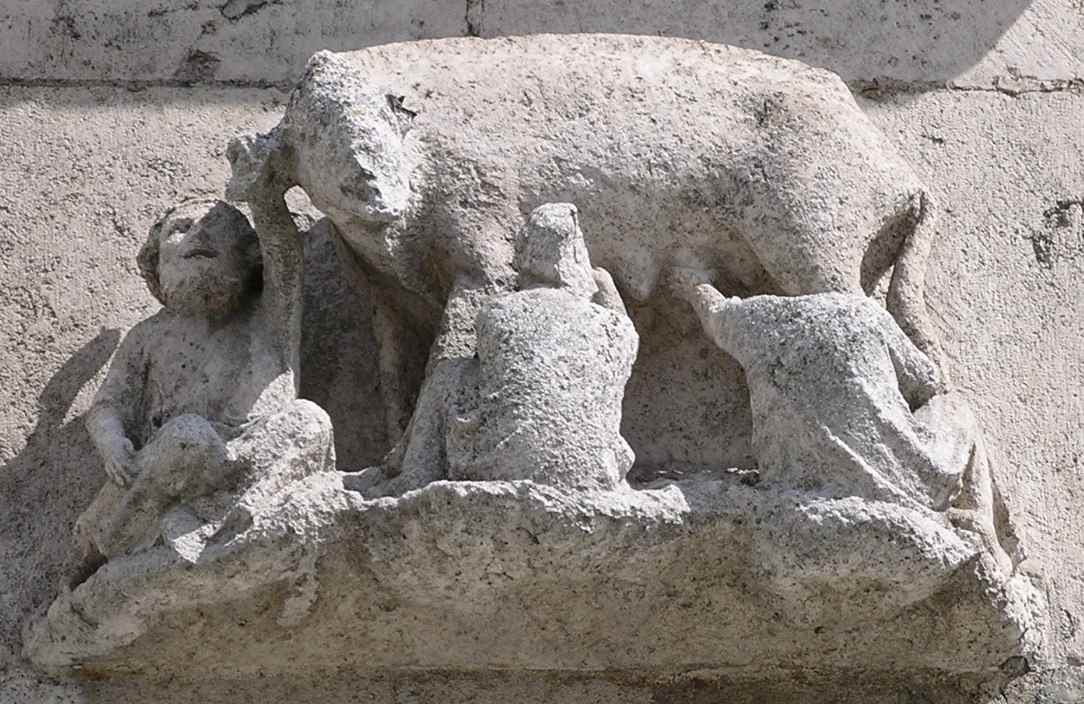
雷根斯堡主教座堂的犹太母猪
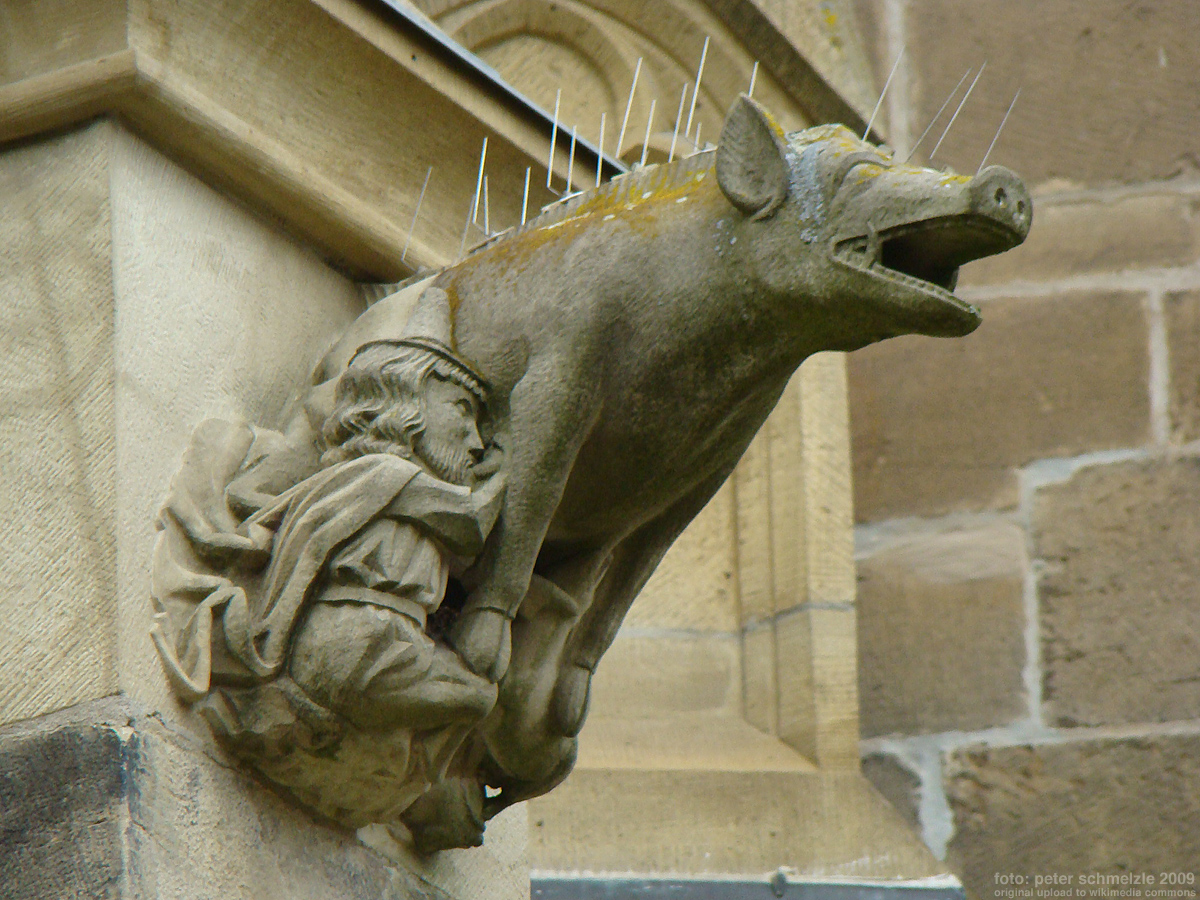
温普芬圣彼得教堂的犹太母猪
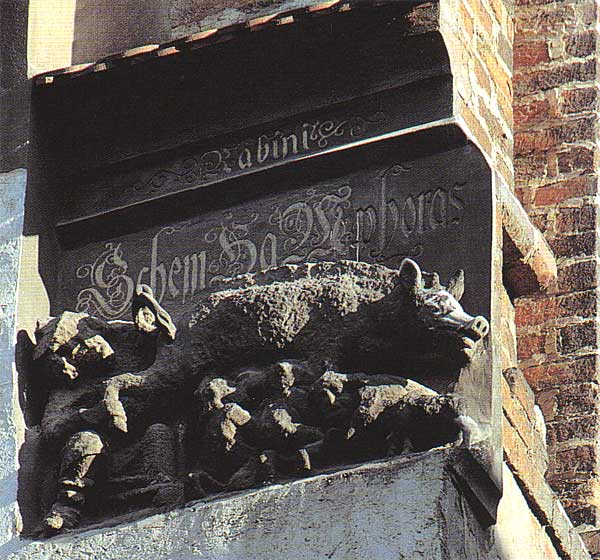
维滕贝格城市教堂的犹太母猪
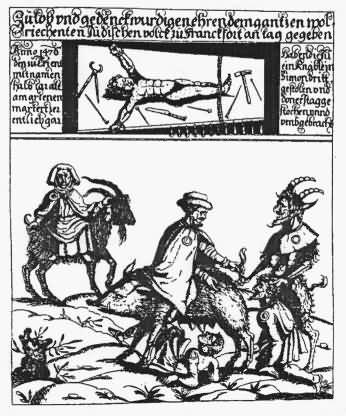
法兰克福桥塔的木刻
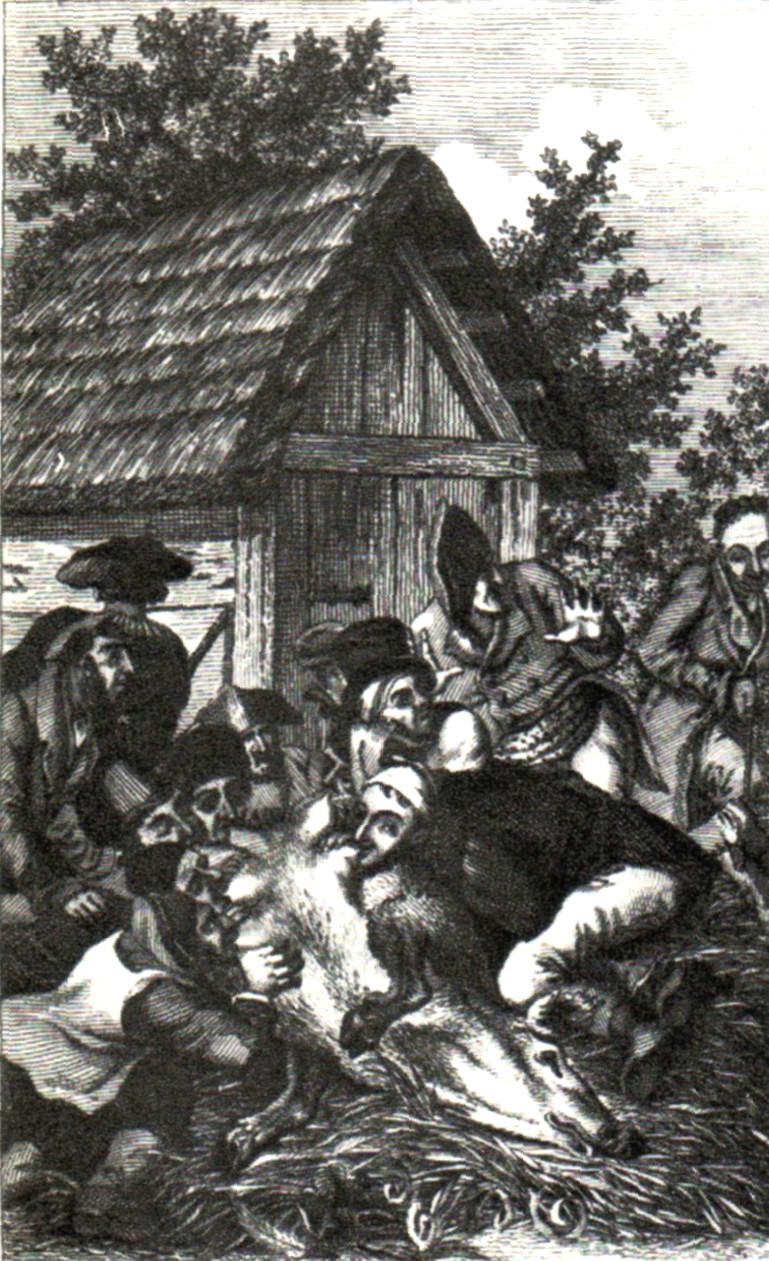
反犹太书籍阿劳的插图